# يوريس فـان هوت
يوريس فـان هوت هو لاعب كرة قدم بلجيكي في مركز الهجوم، ولد في 10 يناير 1977 في مول في بلجيكا. شارك مع منتخب بلجيكا لكرة القدم. أما مع النوادي، فقد لعب مع بوروسيا مونشنغلادباخ ورويال أندرلخت وكيه في ميخيلين ونادي بوخوم ونادي فيسترلو.

## وصلات خارجية
- يوريس فـان هوت على موقع الاتحاد البلجيكي (الإنجليزية)
- يوريس فـان هوت على موقع قاعدة بيانات كرة القدم.إي يو (الإنجليزية)
- يوريس فـان هوت على موقع بيانات كرة القدم. دي إي (الألمانية)
- يوريس فـان هوت على موقع ناشيونال فوتبول تيمز (الإنجليزية)
- يوريس فـان هوت على موقع عالم كرة القدم.نت (الإنجليزية)